# 猿啄城
猿啄城（さるばみじょう）は、岐阜県加茂郡坂祝町勝山にあった室町・戦国時代の日本の城。別名・猿ばみ城、猿飛城、根尾山城、勝山城。標高275.3メートルの勝山（城山）山頂付近にある。城跡は、坂祝町指定史跡に指定されている。

## 概要

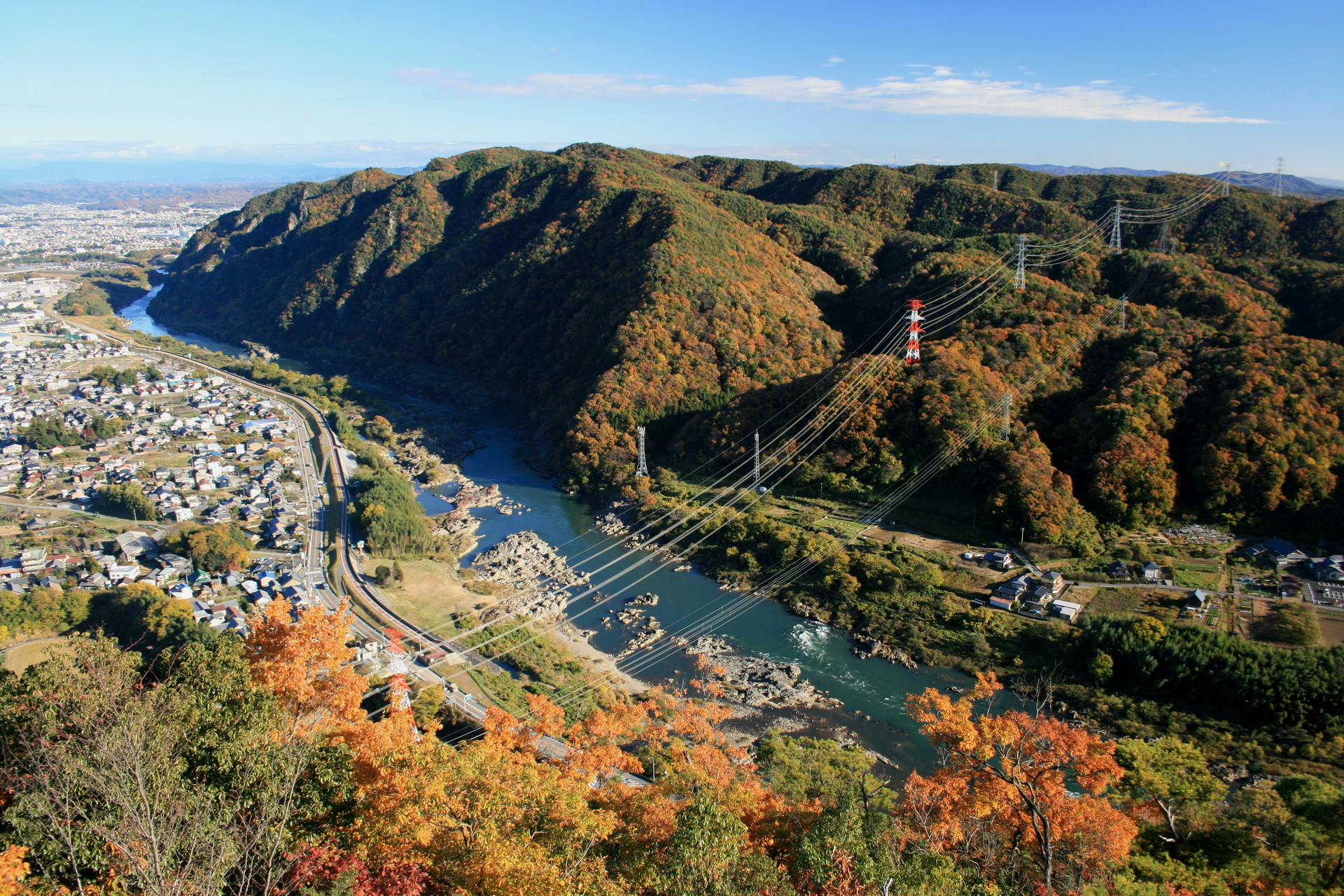
猿啄城（城山）から望む木曽川（日本ライン）と鳩吹山方面の山々

岐阜県と愛知県の境の木曽川の北に位置する。この付近の木曽川（日本ライン）は急流であり、周辺は山となっている。このため飛騨国、東濃から美濃国、尾張国への重要な地点であった。標高265メートルの城山山頂には、展望台が設定されている。山頂までは徒歩30分ほどで登ることができ、自然の中の散策が楽しめる。

## 歴史
- 築城時期は不明であるが、応永14年（1407年頃）、西村豊前守善政が築城する。
- 1441年（嘉吉元年）、西村豊前守善政が祖母の法要の為城を留守にした際に、田志見の城主・修理大夫頼吉が城を略奪する。
- 1530年（享禄3年）田原左衛門尉頼義が城主となる。
- 1539年（天文8年）城の鬼門寺として深萱村梅替地内に「大洞山 見城寺（現：覚専寺）」を建立する。
- 1547年（天文16年）、多治見修理が城を略奪する。
- 1565年（永禄8年）、織田信長が丹羽長秀を総大将として東美濃攻略を開始。丹羽長秀の先鋒であった河尻秀隆が猿啄城を攻略し、落城。城主の多治見修理は斎藤氏に属する堂洞城の岸信周の下へ落ち延びた（堂洞合戦）。河尻秀隆が猿啄城城主となり、城名を「勝山城」と改称する。
- 1575年（天正2年）、河尻秀隆が岩村城に移り、廃城。

## 現在
- 1997年（平成9年）12月、坂祝町が誕生100周年を記念し、二層城郭風の展望台が造られ、ハイキングコースとして整備されている。展望台からは木曽川（日本ライン）や坂祝の町、恵那山や中央アルプス、御嶽山、白山などの山々、晴れた日には伊勢湾、JRセントラルタワーズも望むことができる[3]。

## 現地情報

### 所在地
- 岐阜県坂祝町勝山934-1

### 交通アクセス
- JR高山本線坂祝駅から徒歩約20分で駐車場、そこから山頂展望台まで約30分